# Míssil além do alcance visual

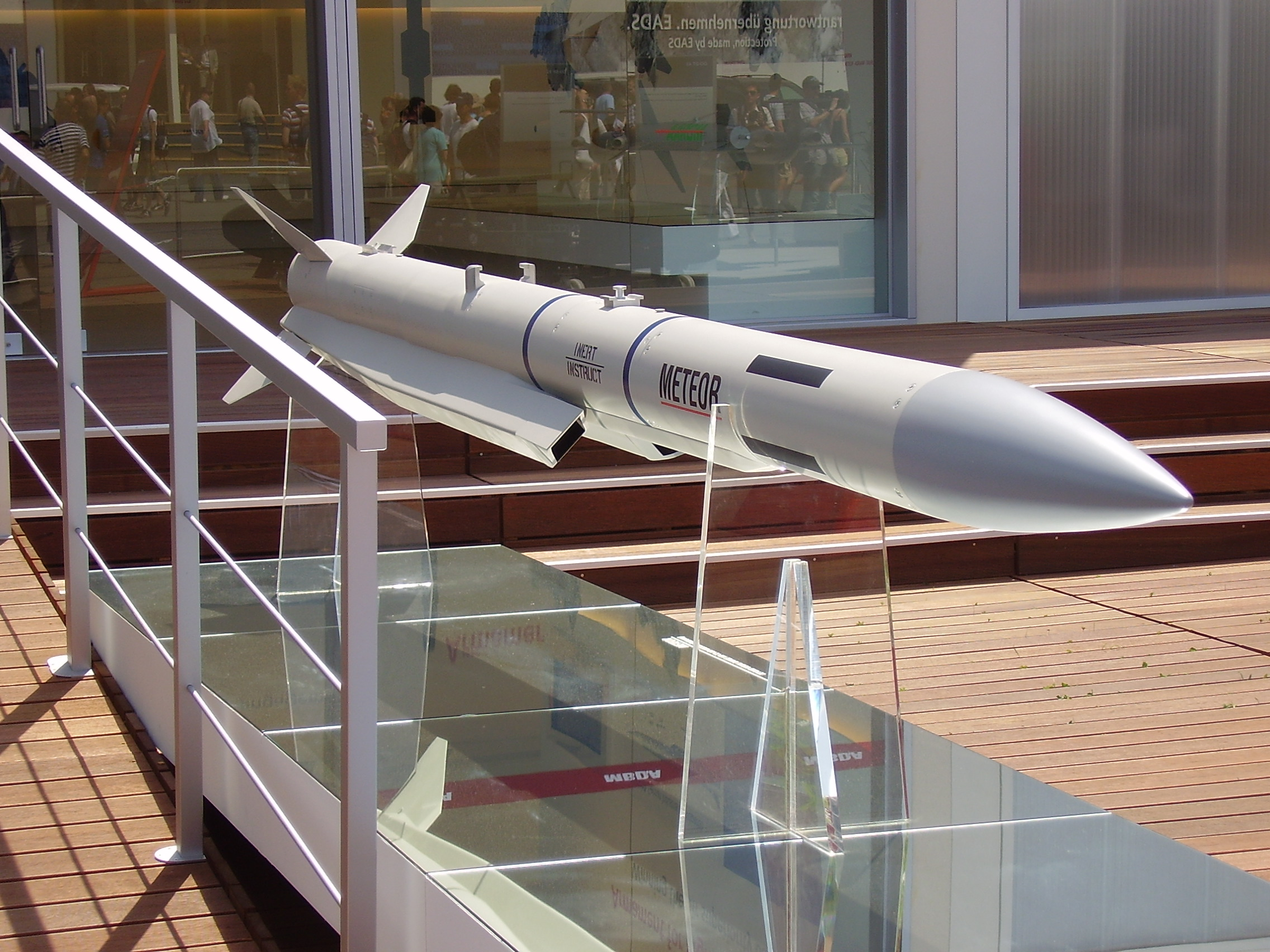
Meteor um dos mais modernos mísseis além do alcance visual atualmente em uso.

Um míssil além do alcance visual (do Inglês: Beyond-Visual-Range; BVR) é um míssil ar-ar que é capaz de engajar em alcances de 40 km ou além. Esta faixa foi alcançada usando motores de foguete de pulso duplo ou motor de foguete de reforço e motor de sustentação ramjet.
Além da capacidade de alcance, o míssil também deve ser capaz de rastrear seu alvo neste alcance ou de adquirir o alvo em voo. Sistemas nos quais uma correção de meio curso é transmitida ao míssil têm sido usados.